# Alice (miniserial)
Alice – 2-odcinkowy miniserial z roku 2009, produkcji stacji SyFy, wyreżyserowany i wykreowany przez Nicka Wallinga, luźno nawiązujący do utworu Lewisa Carrolla Alicja w krainie czarów.

## Obsada
- Caterina Scorsone jako Alicja Hamilton
- Andrew-Lee Potts jako Kapelusznik
- Matt Frewer jako Biały rycerz, Charlie
- Kathy Bates jako Królowa Kier
- Philip Winchester jako Jack Chase / Książę
- Colm Meaney jako Król Kier
- Tim Curry jako Dodo
- Harry Dean Stanton jako Gąsienica
- Timothy Webber jako Robert Hamilton